# Valerie Koch

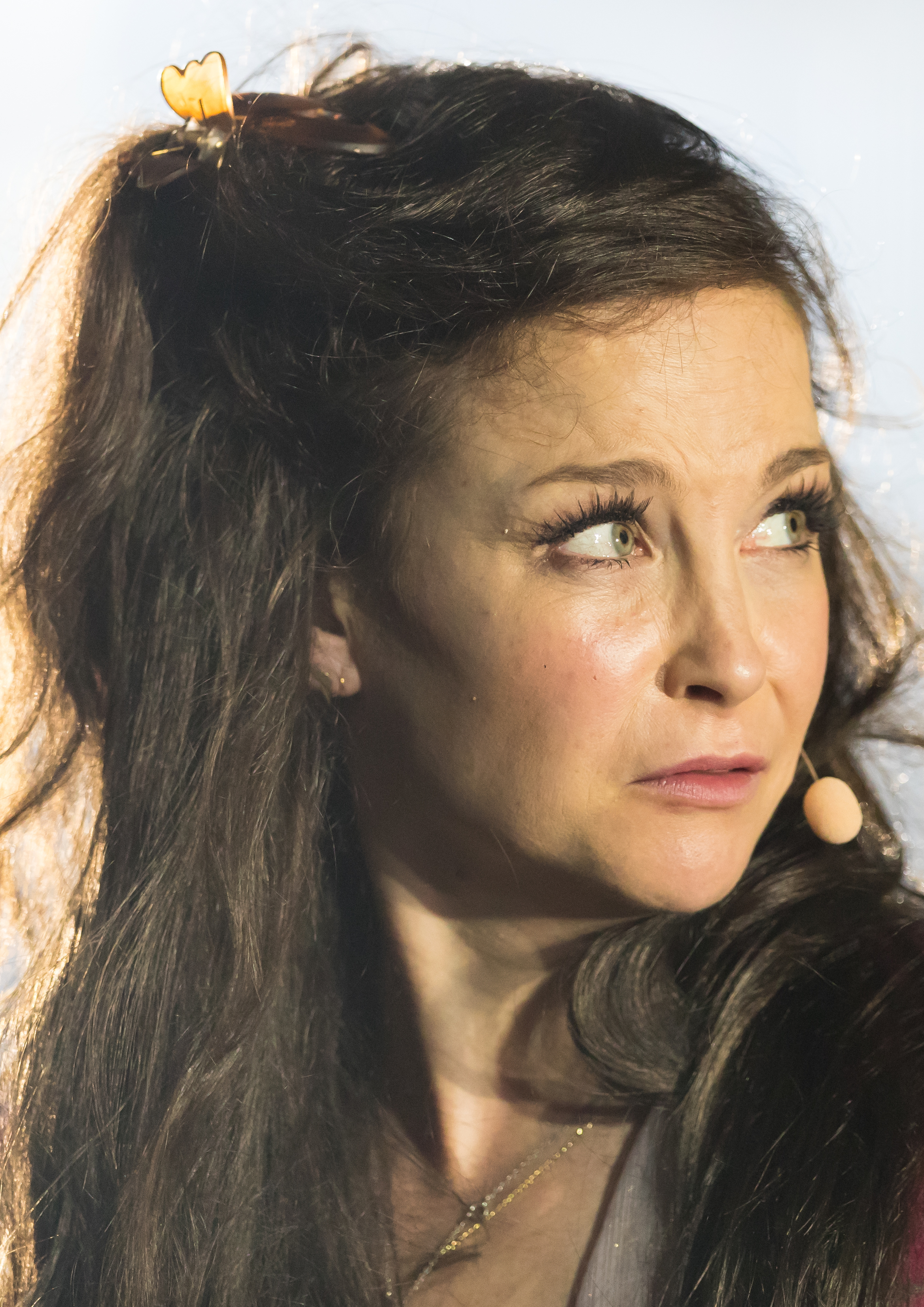
Valerie Koch 2017 als Lady Adler bei den Nibelungenfestspielen

Valerie Koch, auch Valerie Neuenfels, (* 24. September 1974 in Kirchheim unter Teck) ist eine deutsche Theater- und Filmschauspielerin.

## Leben und Werk
Im Alter von 13 Jahren sammelte Koch erste Schauspielerfahrungen und wurde Mitglied der Schultheatergruppe AG. Von 1989 bis 1993 nahm sie in den Sommermonaten Schauspielunterricht in den USA, wo sie auch ihre ersten Theaterauftritte hatte. Nach dem Abitur absolvierte sie von 1996 bis 2000 ein Studium an der Hochschule für Schauspielkunst „Ernst Busch“ Berlin. Anschließend folgten Anstellungen an verschiedenen Theatern, darunter am Kampnagel Theater in Hamburg, am Maxim Gorki Theater, dem Deutschen Schauspielhaus Hamburg und dem Stuttgarter Staatstheater.
2001 gab Koch ihr Film- und Fernsehdebüt in dem Fernsehzweiteiler Sophie – Sissis kleine Schwester, anschließend spielte sie überwiegend Theater. Sie wurde aber auch in einigen Filmrollen besetzt, wie beispielsweise in dem Thriller Ein toter Bruder oder dem Psychodrama Die Anruferin an der Seite von Esther Schweins. Dafür erhielt sie 2008 eine Nominierung für den Deutschen Filmpreis als beste Hauptdarstellerin.

## Filmografie
- 2001: Sophie – Sissis kleine Schwester
- 2002: Zwei Seiten der Liebe
- 2003: Sie haben Knut
- 2005: Casting About
- 2005: Ein toter Bruder
- 2007: Die Anruferin
- 2007: Idylle der Hyäne
- 2007: K3 – Kripo Hamburg – Menschenraub (Fernsehserie)
- 2007, 2009: Der Dicke (Fernsehserie; Folgen: Getrennte Wege und Falsches Spiel)
- 2007: Prager Botschaft
- 2008: KDD – Kriminaldauerdienst (Fernsehserie; Folgen: Am Abgrund und Schatten)
- 2009: Krupp – Eine deutsche Familie
- 2009: This Is Love (Fernsehdrama)
- 2008: Todsünde (Fernsehfilm)
- 2009: Der Kriminalist – Spurlos (Fernsehserie)
- 2009: SOKO Köln – Auf der Flucht (Fernsehserie)
- 2009: SOKO Leipzig – Das Schwein (Fernsehserie)
- 2010: Tatort – Borowski und der vierte Mann
- 2011: Franzi – Lilly (Fernsehserie)
- 2011: Polizeiruf 110 – Leiser Zorn (Fernsehreihe)
- 2011: Polizeiruf 110 – Die verlorene Tochter
- 2011: Rosa Roth – Notwehr (Fernsehserie)
- 2012: Friedrich – Ein deutscher König (Fernsehfilm)
- 2012: Ein starkes Team: Eine Tote zuviel (Fernsehserie)
- 2012: Weil ich schöner bin
- 2013: Der Tote im Watt (Fernsehfilm)
- 2013: Großstadtrevier – Großer Bruder (Fernsehserie)
- 2013: Bella Block: Hundskinder (Fernsehserie)
- 2013: Ein starkes Team – Die Frau des Freundes
- 2014: Tatort – Freigang
- 2014: Vergiss mein Ich
- 2014: The Voices
- 2015: Verfehlung
- 2015: Tatort – Hydra
- 2015: Polizeiruf 110 – Wendemanöver (zweiteilig)
- 2015: Im Zweifel
- seit 2015:  Huck (Fernsehserie)
- 2016: Tatort: Wir – Ihr – Sie
- 2018: Unterwerfung
- 2019: Letzte Spur Berlin – Sommersonnenwende
- 2020: Toubab
- 2021: Wir Kinder vom Bahnhof Zoo
- 2024: Der Fall Marianne Voss (Fernsehfilm)
- 2024: Ein starkes Team –  Der tote Mörder
- 2025: Sehnsucht in Sangerhausen

## Theater

### Maxim Gorki Theater Berlin
- 1998: Schnitt ins Fleisch von Xavier Durringer (Rolle: Lisa)

### Deutsches Theater Berlin
- 1999: King Kongs Töchter (Martin Walser) (Rolle: Carla)

### Staatstheater Stuttgart
- 2001: Im Gartenhaus von Jane Bowles (Rolle: Molly)
- 2002–2004: Miss Sara Sampson (Gotthold Ephraim Lessing) (Rolle: Marwood)

### Hamburger Schauspielhaus
- 2002–2004: Don Juan kommt aus dem Krieg von Ödön von Horváth (Rolle: Das leichte Mädchen)
- 2002–2004: 1913 von Carl Sternheim (Rolle: Sophie)
- 2002–2004: Othello von William Shakespeare (Rolle: Desdemona)
- 2005: Der kaukasische Kreidekreis von Bertolt Brecht (Rolle: diverse)

## Auszeichnungen
- Weißer Elefant als beste Hauptdarstellerin auf dem Filmfest München 2007